# ドーベントンコウモリ
ドーベントンコウモリ（学名：Myotis daubentonii）は、翼手目ヒナコウモリ科ホオヒゲコウモリ属に分類されるコウモリ。別名ドーベントンホオヒゲコウモリ。
以前は日本を含む東アジアの個体群を含めていたが、2005年に東アジア産をMyotis petaxとして分割する説が提唱された。この分類に従えば、狭義の本種M. daubentoniiの標準和名はヨーロッパドーベントンコウモリとなり、M. petaxがドーベントンコウモリとなる。2021年時点のIUCNレッドリストでは狭義の分類に従っている。以下の解説は、M. petaxを含む広義の本種についてのものである。

## 分布
ヨーロッパから西アジア、東アジアにかけて分布。

## 形態
体長4〜6cm、尾は2.5〜5cm。体重は5〜15g。飛行用の膜は灰色で、腹側は色が淡い。翼は曲がっている。

## 生態
森林、湿地帯および湖、池、人造湖、低湿地、沢、ボグなどにいる。水の上1〜2mを飛行し、口や曲がった翼、尾の膜を使って飛行している昆虫を捕食する。また、水の表面をすくい取り、大きな後肢で魚を捕らえることもある。日中は木や建物、古い壁、橋などのねぐらで休んでいる。洞穴や坑道にある冬眠用の休息場所まで、300kmも飛ぶことがある。